# Wang Jian (schilder)

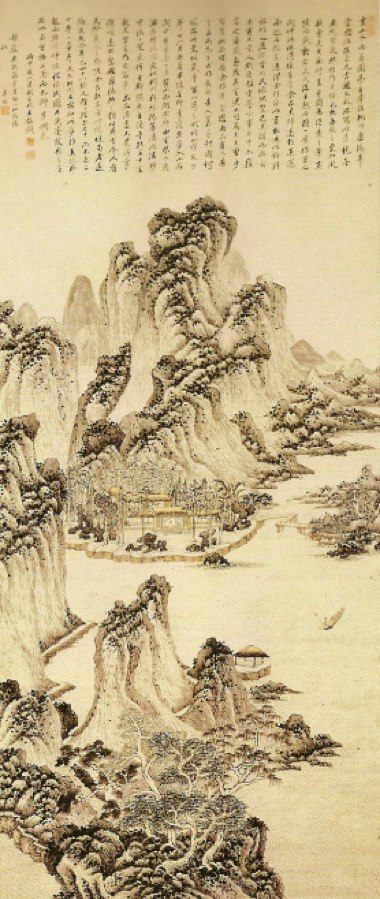
Het land van de dromen (1656), handrol met gewassen inkt op papier, collectie Paleismuseum in de Verboden Stad

Wang Jian (traditioneel Chinees: 王鑒; 1598–1677) was een Chinees kunstschilder die actief was tijdens de late Ming-periode en de vroege Qing. Zijn omgangsnaam was Xuanzhao (玄照) en zijn artistieke namen Xiangbi (湘碧) en Ranxiang Anzhu (染香庵主).

## Biografie
Wang Jian was geboren in Taicang in de provincie Jiangsu. Hij werd in de schilderkunst onderwezen door Dong Qichang (1555–1636), een landschapsschilder die ook de leraar was van Wangs vriend en stadsgenoot Wang Shimin (1592–1680). Alle drie waren met name bekend om hun shan shui-landschappen.

## Werken
Met zijn precieze en kleurrijke stijl borduurde Wang Jian voort op de werken van Song- en Yuan-meesters als Dong Yuan (ca. 934–ca. 962), Huang Gongwang (1269–1354) en Wang Meng (1308–1385).

## Canons
Wang Jian behoort tot de canon van de Zes Meesters van de vroege Qing-periode. Deze zes kunstenaars worden beschouwd als de meest toonaangevende kunstschilders van de orthodoxe stroming binnen de Zuidelijke School van onafhankelijke literati. Hiertoe behoorden ook de 'Vier Wangs': Wang Jian, Wang Shimin (ca. 1592–1680), Wang Yuanqi (1642–1715) en Wang Hui (1632–1717).
Wang Jian behoort ook tot een derde canon, de 'Negen Vrienden van de Schilderkunst' genoemd. In een tijdperk waarin de Wu-school zijn invloed aan het verliezen was, had de benadering van deze schilders een grote invloed op de Chinese schilderkunst.
- International Standard Name Identifier: 0000 0001 0991 0172
- KulturNav: 865ab1ab-e191-4ef5-b3d8-4bdcbd7fa441
- Library of Congress Control Number: n81092420
- Nederlandse Thesaurus van Auteursnamen: 146878957
- Trove: 1323096
- Union List of Artist Names: 500327903
- Virtual International Authority File: 77639822
- WorldCat: E39PBJrWG8YM3hccJ833mYWbh3